# Jori Lehterä
Jori Lehterä, född 23 december 1987 i Helsingfors, är en finländsk professionell ishockeyspelare som spelar för SKA St. Petersburg i KHL.
Han har tidigare spelat på NHL-nivå för Philadelphia Flyers och St. Louis Blues och på lägre nivåer för HK Sibir Novosibirsk och Lokomotiv Jaroslavl i KHL, Peoria Rivermen i AHL samt Tappara och Jokerit i Liiga.

## NHL

### St. Louis Blues
Lehterä blev draftad av St. Louis Blues i den tredje rundan i 2008 års draft som nummer 65 totalt.

### Philadelphia Flyers
Under draften 2017 trejdades han från St. Louis Blues till Philadelphia Flyers tillsammans med 27e valet i draften 2017 (Morgan Frost) och ett villkorligt draftval 2018 i utbyte mot Brayden Schenn.

## KHL
Den 6 juni 2019 skrev han på ett ettårskontrakt med SKA St. Petersburg.

## Landslagskarriär
Lehterä var med och vann OS brons med Finland i Sotchi 2014.

## Klubbar
- Jokerit 2002–2007
- Tappara 2007–2010
- Peoria Rivermen 2009
- Lokomotiv Jaroslavl 2010–2011
- HK Sibir Novosibirsk 2011–2014
- St. Louis Blues 2014–2017
- Philadelphia Flyers 2017–2019
- SKA St. Petersburg 2019–